# Ребовичі
Ребовичі (рос. Ребовичи) — селище у Лодєйнопольському районі Ленінградської області Російської Федерації.
Населення становить 128 осіб. Належить до муніципального утворення Альоховщинське сільське поселення.

## Історія
Згідно із законом від 20 вересня 2004 року № 63-оз належить до муніципального утворення Альоховщинське сільське поселення.

## Населення
| 1910 | 1958 | 1990 | 1997 | 2007 | 2010 | 2014 |
| ---- | ---- | ---- | ---- | ---- | ---- | ---- |
| 10   | ↗218 | ↗301 | ↘253 | ↘164 | ↘153 | ↘148 |
| 2015 | 2016 |      |      |      |      |      |
| ↘135 | ↘128 |      |      |      |      |      |